# دونگا-مانتونگ
دونگا-مانتونگ (به لاتین: Donga-Mantung) یک منطقهٔ مسکونی در کامرون است که در منطقه شمال غربی (کامرون) واقع شده‌است. دونگا-مانتونگ ۴٬۲۷۹ کیلومتر مربع مساحت و ۳۳۷٬۵۳۳ نفر جمعیت دارد.